# Tweedsmuir Provincial Park
Der Tweedsmuir Provincial Park ist ein 989.616 ha großer Provinzpark im kanadischen British Columbia. Der Park wurde im Jahr 1938 gegründet und gehört zu den größten der Provincial Parks in British Columbia. Die nächstgelegene größere Ansiedlung ist die südwestlich des Parks gelegene Gemeinde Bella Coola.
Da sich der Zugang, die Einrichtungen und die Aktivitäten innerhalb des Parks von Norden nach Süden unterscheiden, wird der Park oft in zwei Abschnitte unterteilt. Daher stammen auch die Bezeichnungen Tweedsmuir South Provincial Park und Tweedsmuir North Provincial Park, wobei im Norden auch ein eigenständiges Schutzgebiet mit dem Namen Tweedsmuir Corridor Protected Area liegt. Als natürliche Grenze zwischen dem Norden und dem Süden fungiert dabei der Dean River.

## Anlage
Der grob dreieckige Park liegt zum Teil im Central Coast Regional District sowie im Cariboo Regional District. Im Nordosten grenzt unmittelbar der Entiako Provincial Park an. Rings um den Park grenzen weitere Schutzgebiete, überwiegend der Kategorie Conservancies, an. Der Park liegt am westlichen Rand des Interior Plateau und im östlichen Bereich der Coast Mountains. Innerhalb der Coast Mountains gehört der Park dabei zum Teil zur Kitimat Ranges bzw. zur Pacific Ranges. Im südlichen Bereich wird der Park vom Atnarko River, einem British Columbia Heritage River, durchflossen, bevor dieser sich am südwestlichen Rand des Parks mit dem Talchako River vereint und den Bella Coola River bildet. Innerhalb des Parks liegen am Atnarko River auch die Hunlen Falls, ein einstufig 260 m fallender Wasserfall, der zu den höchsten Kanadas gehört. Der niedrigste Punkt im Park liegt am Ende des Tals des Atnarko River bei etwa 150 m und der höchste Punkt ist der Thunder Mountain mit 2664 m.
Im südlichen Bereich wird der Park durch den in Ost-West-Richtung verlaufenden Highway 20 durchquert. Am Highway 20, innerhalb des Parks überwiegend nur geschottert, liegt auch der steile als „The Hill“ bezeichnete Anstieg sowie der Übergang über den 1524 m hohen Heckman Pass.
Bei dem Park handelt es sich um ein Schutzgebiet der Kategorie II (National Park).

## Flora und Fauna
Innerhalb des Ökosystems von British Columbia wird das Parkgebiet der Alpine Tundra Zone, der Engelmann Spruce – Subalpine Fir Zone sowie der Coastal Western Hemlock Zone zugeordnet. Diese biogeoklimatische Zonen zeichnen sich durch das gleiche Klima und gleiche oder ähnliche biologische sowie geologische Voraussetzungen aus. Daraus resultiert in den jeweiligen Zonen dann ein sehr ähnlicher Bestand an Pflanzen und Tieren.

## Geschichte
Wie bei fast allen Provinzparks in British Columbia gilt auch für diesen, dass er lange bevor die Gegend von europäischen Einwanderern besiedelt oder sie Teil eines Parks wurde, Jagd- und Fischfanggebiet verschiedener Stämme der First Nations, hier vorrangig der Nuxalk und der Dakelh, war. Einer der traditionellen Grease Trails, eine Handelsroute, nämlich die Nuxalk-Carrier Route, auch Alexander MacKenzie Heritage Trail genannt, durchquerte das heutige Parkgebiet. Er wurde vor allem für den Handel mit dem butterartigen Fett des Kerzenfischs (Thaleichthys pacificus) genutzt, das im gesamten Nordwesten Amerikas ein begehrtes Handelsgut war. Eine Vielzahl von Obsidianspitzen weist darauf hin, dass der Pfad über mehrere Jahrtausende in Gebrauch war und auch anderen Gütern als Transportroute diente.
Dieser Route folgte auf einem Teilstück auch Alexander MacKenzie bei seiner zweiten Reise im Jahr 1793, als er als erster Europäer den Nordamerikanischen Kontinent auf dem Landweg durchquerte.
Der Park wurde am 21. Mai 1938 gegründet und gehört damit zu den älteren der Provincial Parks in British Columbia. Benannt wurde er nach John Buchan, 1. Baron Tweedsmuir, dem damaligen Generalgouverneur von Kanada. Im Laufe des Bestehens des Parks änderte sich mehrfach sein Schutzstatus, die Rechtsgrundlage für sein Bestehen sowie seine Größe.

## Aktivitäten
Schwerpunkt der touristischen Aktivitäten ist der südliche Bereich des Parks entlang des Highways 20. Hier finden sich auch die beiden mit Kraftfahrzeugen zu erreichenden und einfach ausgestatteten Campingplätze sowie mehrere ausschließlich als Zeltplätze ausgewiesene Bereiche. Im nördlichen Bereich befinden sich zahlreiche Reitwege sowie als Zeltplätze ausgewiesene Bereiche.
Auch im Winter ist eine touristische Nutzung in Form von Langlauf- oder Abfahrtsski sowie mit Schneemobilen möglich.